# Hendrik Richard Hoetink
Hendrik Richard Hoetink (auch unter seinem Rufnamen Henk Hoetink bekannt; * 27. Juli 1900 in Lubu Dalam (Sumatra); † 13. November 1963 in Amsterdam) war ein niederländischer Jurist und Rechtshistoriker.

## Leben
Hendrik Richard Hoetink wurde als Sohn des gleichnamigen Künstlers und dessen Frau Anna Gijsberta Jongbloed in Ost-Sumatra geboren. Ein Jahr nach seiner Geburt kehrte er mit seiner Familie in die Niederlande zurück, nachdem sein Vater einen künstlerischen Auftrag auf Sumatra abgeschlossen hatte. Die Familie zog nach Den Haag, wo Hoetink seine Schulzeit verbrachte. An der Universität Leiden studierte er Rechtswissenschaften. 1920 legte er mit cum laude sein Kandidatenexamen ab und 1923 – ebenfalls mit cum laude – sein Doctoraal Examen, das zur Berufsausübung als Jurist qualifiziert.
1922 bis 1924 war Hoetink als Repetitor für Römisches, Zivil- und Handelsrecht tätig. Er stellte 1924 eine Sammlung wichtiger zivilrechtlicher Entscheidungen des Hohen Rates der Niederlande zusammen. 1925 veröffentlichte er Entscheidungssammlungen zum Handelsrecht und zum Zivilprozessrecht sowie 1926 zum Internationalen Privatrecht. Gleichzeitig arbeitete er für die Nederlandse Spoorwegen (Niederländische Eisenbahn), wo er 1928 die Position eines Inspektors 2. Klasse erreichte. Am 9. März 1928 wurde Hendrik Richard Hoetink in Leiden promoviert. Seine Proefschrift (Dissertation) Periculum est emptoris („Das Risiko liegt beim Käufer“) befasste sich mit der Risikoverteilung beim Kaufvertrag.
1929 wurde Henk Hoetink als Nachfolger seines Lehrers Adam Hubert Marie Joseph van Kan (1877–1944) auf den Lehrstuhl für Zivilrecht an der Rechtshoogeschool in Batavia berufen. Dort widmete er sich vor allem dem Vergleich zwischen dem europäischen Recht und dem Adatrecht; er verfasste darüber zahlreiche Beiträge in der Indisch Tijdschrift voor het Recht.
1935 berief ihn die Stadt Amsterdam zum Ordinarius für Römisches Recht an der Universiteit van Amsterdam. Seine Antrittsvorlesung erregte Aufsehen, weil Hoetink weit über die Betrachtung der Entwicklung der römischen Gesetzgebung und der römischen Rechtsprechung hinaus die römische Rechtsgeschichte – damals durchaus noch ungewöhnlich – mit dem Blick auf die römische Sozial-, Wirtschafts- und Kulturgeschichte verband. In seiner Lehrtätigkeit ging er stets auf die Wirkungsgeschichte des römischen Rechts im Mittelalter und in der Frühen Neuzeit ein. Deshalb wurde er 1945 auch mit dem Lehrstuhl für Rechtsgeschichte betraut.
Angesichts des Aufstiegs des Nationalsozialismus im – von Niederländisch-Indien aus – fernen Deutschland war Hoetink für kurze Zeit vom Charisma Adolf Hitlers fasziniert. Doch vor allem die mit Hilfe der Emigranten in der Schweiz vom Ehepaar Cassie und Heinz Michaelis sowie Willy Oscar Somin im Europa Verlag in Zürich 1934 veröffentlichte Dokumentensammlung Die braune Kultur öffnete ihm die Augen. Nach der Besetzung der Niederlande durch deutsche Truppen im Mai 1940 machte er aus seiner antinazistischen Haltung keinen Hehl. Daraufhin wurde er seiner Professur enthoben, im Januar 1942 zusammen mit 80 anderen prominenten Amsterdamern verhaftet und ins Lager Amersfoort gebracht, jedoch nach drei Monaten wieder entlassen. Um einer erneuten Verhaftung zu entgehen, musste er untertauchen.
Nach der Befreiung Amsterdams im April 1945 konnte Henk Hoetink seine Lehrtätigkeit wieder aufnehmen. Im selben Jahr wurde er Dekan der Rechtswissenschaftlichen Fakultät, 1948/1949 war er Rektor der Amsterdamer Universität. Die von ihm 1935 angeregte Erweiterung des Blickwinkels und des Methodenspektrums der römischen Rechtsgeschichte setzte sich in den 1950er Jahren mehr und mehr durch; er wurde zu zahlreichen Gastvorlesungen an ausländischen Universitäten eingeladen. Bei der 6. Jahrestagung der Société Internationale pour l’Histoire des Droits de l’Antiquité (SIHDA, heute: Société Internationale „Fernand De Visscher“ pour l’Histoire des Droits de l’Antiquité) im Jahre 1952 gab er den Anstoß für die Handbuchreihe Ius Romanum Medii Aevi zum römischen Recht im Mittelalter. 
Von 1947 bis 1955 war Hoetink „nebenher“ einer der drei Schriftleiter (hoofdredacteur) der in 18 Bänden erschienenen 6. Auflage der Winkler Prins Encyclopedie. In seinen letzten Lebensjahren machte ihm eine fortschreitende Augenkrankheit das Lesen immer mühsamer.
Henk Hoetink war seit 1927 mit Johanna Cornelia Gertges verheiratet; ihnen wurde ein Sohn geboren.

## Schriften (Auswahl)
- Arresten over burgerlijk recht. 1924 (zwölf Auflagen bis 1972)
- Arresten over handelsrecht en burgerlijk procesrecht. 1925 (sieben Auflagen bis 1967)
- Arresten over internationaal privaatrecht. 1926
- „Periculum est emptoris“. Beschouwingen over de gegrondheid van den aanval op de classiciteit van dezen Romeinsch-rechtelijken regel. 1928
- Over het verstaan van vreemd recht. Rede uitgesproken bij de aanvaarding van het hoogleeraarsambt aan de Rechtshoogeschool te Batavia, op 20 December 1929 (Antrittsvorlesung)
- De achtergrand van het Romeinse Recht. Rede uitgesproken bij de aanvaarding van het hoogleraarsambt aan de Universiteit van Amsterdam, op 28 Januari 1935 (Antrittsvorlesung)
- De Vrijheid der Wetenschap. 1938
- Praeadviezen over: „In welke gevallen kan de debiteur van een geldvordering op naam geacht te worden te goeder trouw betaald te hebben aan den bezitter van de inschuld“. 1941
- Historische rechtsbeschouwing. Rede uitgesproken op 10 Januari 1949 bij gelegenheid van de 316de dies natalis van de Universiteit van Amsterdam. 1949 (Rektoratsrede)
- Het begrip feit in geschiedenis en rechtswetenschap. In: Weerklank op het werk van Jan Romein. Liber Amicorum. 1953, S. 55–63.
- Über anachronistische Begriffsbildung in der Rechtsgeschichte. In: Zeitschrift der Savigny-Stiftung für Rechtsgeschichte (ZRG), Romanistische Abteilung, Jg. 72 (1955), Heft 1, S. 39–53.
- Komt aan de historische ontwikkeling een normatieve betekenis toe voor het proces der rechtsvorming? In: Handelingen van de vereniging voor wijsbegeerte des Rechts, Jg. 42 (1957), S. 3–34.
- Rechtsgeleerde opstellen, herausgegeben von Johan Albert Ankum, Henne J.N. Boskamp und Jean Louis Paul Cahen. 1982; darin eine Bibliographie der Schriften von Hendrik Richard Hoetink
- Opera selecta. Études de droit romain et d’histoire du droit. 1986